# Kanae Tatsuta
Kanae Tatsuta (jap. 竜田 夏苗, Tatsuta Kanae; * 21. Juli 1992 in Osaka) ist eine japanische Leichtathletin, die sich auf den Stabhochsprung spezialisiert hat.

## Sportliche Laufbahn
Erste internationale Erfahrungen sammelte Kanae Tatsuta im Jahr 2013, als sie bei den Asienmeisterschaften in Pune mit übersprungenen 4,00 m den sechsten Platz belegte. Im Jahr darauf gelangte sie bei den Hallenasienmeisterschaften in Hangzhou mit 3,80 m auf Rang vier und 2017 wurde sie bei den Asienmeisterschaften in Bhubaneswar mit 4,00 m Vierte. 
In den Jahren 2013, 2015 und 2022 wurde Tatsuta japanische Meisterin im Stabhochsprung.